# Československá hokejová reprezentace v sezóně 1980/1981
Československá hokejová reprezentace v sezóně 1980/1981 sehrála celkem 30 zápasů.

## Přehled mezistátních zápasů
| Pořadí | Datum             | Soupeř  | Výsledek             | Soutěž                 | Místo utkání     |
| ------ | ----------------- | ------- | -------------------- | ---------------------- | ---------------- |
| 787.   | 2. září 1980      | NDR     | 11:3 (8:0, 2:1, 1:2) | Zlatý klas 1980        | České Budějovice |
| 788.   | 7. září 1980      | NDR     | 5:2 (3:1, 2:1, 0:0)  | přátelsky              | Tábor            |
| 789.   | 8. září 1980      | NDR     | 7:1 (2:1, 4:0, 1:0)  | přátelsky              | Příbram          |
| 790.   | 11. září 1980     | SSSR    | 3:5 (2:1, 1:2, 0:2)  | přátelsky              | Praha            |
| 791.   | 12. září 1980     | SSSR    | 2:2 (1:0, 1:2, 0:0)  | přátelsky              | Praha            |
| 792.   | 14. září 1980     | SSSR    | 2:4 (1:0, 1:3, 0:1)  | přátelsky              | Bratislava       |
| 793.   | 8. prosince 1980  | NDR     | 12:1 (7:1, 3:0, 2:0) | přátelsky              | Teplice          |
| 794.   | 9. prosince 1980  | NDR     | 17:0 (6:0, 2:0, 9:0) | přátelsky              | Litvínov         |
| 795.   | 12. prosince 1980 | Finsko  | 6:3 (2:0, 2:3, 2:0)  | přátelsky              | Oulu             |
| 796.   | 14. prosince 1980 | Finsko  | 2:2 (0:0, 2:1, 0:1)  | přátelsky              | Helsinky         |
| 797.   | 16. prosince 1980 | Švédsko | 3:0 (0:0, 1:0, 2:0)  | Cena Izvestijí 1980    | Moskva           |
| 798.   | 18. prosince 1980 | SSSR    | 5:4 (1:1, 3:1, 1:2)  | Cena Izvestijí 1980    | Moskva           |
| 799.   | 20. prosince 1980 | Finsko  | 1:5 (1:0, 0:0, 0:5)  | Cena Izvestijí 1980    | Moskva           |
| 800.   | 21. prosince 1980 | SSSR    | 2:6 (0:1, 0:2, 2:3)  | Cena Izvestijí 1980    | Moskva           |
| 801.   | 24. března 1981   | Finsko  | 3:0 (1:0, 0:0, 2:0)  | přátelsky              | Teplice          |
| 802.   | 25. března 1981   | Finsko  | 2:1 (1:0, 0:0, 1:1)  | přátelsky              | Praha            |
| 803.   | 28. března 1981   | Švédsko | 5:2 (2:1, 2:1, 1:0)  | přátelsky              | Praha            |
| 804.   | 30. března 1981   | Švédsko | 3:1 (1:1, 2:0, 0:0)  | přátelsky              | Praha            |
| 805.   | 4. dubna 1981     | SRN     | 7:1 (3:0, 2:1, 2:0)  | přátelsky              | Selb             |
| 806.   | 5. dubna 1981     | SRN     | 3:2 (1:0, 2:1, 0:1)  | přátelsky              | Sokolov          |
| 807.   | 12. dubna 1981    | USA     | 11:2 (4:1, 3:0, 4:1) | Mistrovství světa 1981 | Göteborg         |
| 808.   | 14. dubna 1981    | SRN     | 6:2 (1:1, 2:0, 3:1)  | Mistrovství světa 1981 | Göteborg         |
| 809.   | 15. dubna 1981    | Švédsko | 3:3 (1:0, 1:0, 1:3)  | Mistrovství světa 1981 | Göteborg         |
| 810.   | 18. dubna 1981    | Kanada  | 7:4 (4:1, 1:2, 2:1)  | Mistrovství světa 1981 | Göteborg         |
| 811.   | 20. dubna 1981    | SSSR    | 3:8 (1:5, 1:0, 1:3)  | Mistrovství světa 1981 | Göteborg         |
| 812.   | 22. dubna 1981    | Švédsko | 2:4 (1:2, 0:1, 1:1)  | Mistrovství světa 1981 | Göteborg         |
| 813.   | 24. dubna 1981    | Kanada  | 4:2 (0:1, 2:1, 2:0)  | Mistrovství světa 1981 | Göteborg         |
| 814.   | 26. dubna 1981    | SSSR    | 1:1 (0:1, 1:0, 0:0)  | Mistrovství světa 1981 | Göteborg         |

## Další zápasy reprezentace
| Datum        | Soupeř                 | Výsledek            | Soutěž          | Místo utkání     |
| 3. září 1980 | Sparta Praha           | 3:1 (2:0, 0:1, 1:0) | Zlatý klas 1980 | České Budějovice |
| 4. září 1980 | Motor České Budějovice | 5:3 (4:0, 1:3, 0:0) | Zlatý klas 1980 | České Budějovice |

## Bilance sezóny 1980/81
| Soupeř  | Zápasy | Výhry | Remízy | Prohry | Skóre  |
| ------- | ------ | ----- | ------ | ------ | ------ |
| Finsko  | 5      | 3     | 1      | 1      | 14:11  |
| Kanada  | 2      | 2     | 0      | 0      | 11:6   |
| NDR     | 5      | 5     | 0      | 0      | 52:7   |
| SRN     | 3      | 3     | 0      | 0      | 16:5   |
| SSSR    | 7      | 1     | 2      | 4      | 18:30  |
| Švédsko | 5      | 3     | 1      | 1      | 16:10  |
| USA     | 1      | 1     | 0      | 0      | 11:2   |
| Celkem  | 28     | 18    | 4      | 6      | 138:71 |

## Přátelské mezistátní zápasy
Československo –  NDR 5:2 (3:1, 2:1, 0:0)
7. září 1980 – Tábor

Branky Československa: 2. Milan Nový, 7. Jindřich Kokrment, 12. Milan Chalupa, 22. Milan Nový, 34. Vladimír Martinec.

Branky NDR: 15. Frank Proske, 23. Harald Kuhnke.

Rozhodčí: Vladimír Šubrt (TCH) – Mojmír Šatava (TCH), Vítězslav Vala (TCH)

Vyloučení: 5:7 (využití 2:0)
ČSSR: Miroslav Krása (31. Jiří Králík) - Miroslav Dvořák, František Joun, Milan Chalupa, Radoslav Svoboda, František Kaberle, Jan Neliba, Arnold Kadlec, Stanislav Hajdušek – Miroslav Fryčer, Ivan Hlinka, Lubomír Pěnička - Jiří Lála, Jindřich Kokrment, Jaroslav Pouzar – Jiří Dudáček, Milan Nový, Karel Holý - Vladimír Martinec, Ján Vodila, Pavel Richter - Oldřich Válek.
NDR: Uwe Hoffmann - Karl-Rüdiger Schröder, Reinhard Fengler, Detlev Mark, Peter Schuhmann, Dieter Frenzel,
Joachim Lempio - Frank Proske, Detlef Radant, Harald Kuhnke - Gerhard Müller, Wolfgang Unterdörfel, Friedhelm Bögelsack - Peter Franke, Lothar Jurk, Jürgen Franke - Thomas Graul, Roland Peters, Fred Bartell.
 Československo –  NDR 7:1 (2:1, 4:0, 1:0)
8. září 1980 – Příbram

Branky Československa: 9. Pavel Richter, 19. Miroslav Fryčer, 27. Karel Holý, 35. Vladimír Martinec, 40. Oldřich Válek, 40. Miroslav Fryčer, 43. Karel Holý.

Branky NDR: 21. Reinhard Fengler.

Rozhodčí: Vladimír Šubrt (TCH) – Mojmír Šatava (TCH), Vítězslav Vala (TCH)

Vyloučení: 5:7 (využití 1:0, v oslabení 0:1)
ČSSR: Jiří Králík (31. Karel Lang) - Miroslav Dvořák, Miloslav Hořava, Milan Chalupa, Radoslav Svoboda, František Kaberle, Jan Neliba, Arnold Kadlec, Stanislav Hajdušek – Miroslav Fryčer, Ivan Hlinka, Lubomír Pěnička - Jiří Lála, Jindřich Kokrment, Jaroslav Pouzar – Jiří Dudáček, Milan Nový, Karel Holý - Vladimír Martinec, Pavel Richter, Oldřich Válek.
NDR: Egon Schmeissel - Karl-Rüdiger Schröder, Reinhard Fengler, Detlev Mark, Peter Schuhmann, Dieter Frenzel, Joachim Lempio - Frank Proske, Detlef Radant, Harald Kuhnke - Gerhard Müller, Wolfgang Unterdörfel, Friedhelm Bögelsack - Peter Franke, Lothar Jurk, Jürgen Franke - Thomas Graul, Roland Peters, Fred Bartell.
 Československo –  SSSR 	3:5 (2:1, 1:2, 0:2)
11. září 1980 – Praha

Branky a nahrávky Československa: 0:59 Jaroslav Pouzar (Milan Nový), 16. Miroslav Dvořák, 31. Jindřich Kokrment (Jaroslav Pouzar).

Branky a nahrávky SSSR: 1:39 Nikolaj Drozděckij (Sergej Makarov), 39:33 Boris Michajlov (Vladimir Krutov), 39:49 Boris Michajlov (Vladimir Krutov), 42:07 Viktor Žluktov, 42:28 Vladimir Golikov (Aleksandr Golikov).

Rozhodčí: Harri Järvi (FIN) – Luděk Exner (TCH), Petr Blümel (TCH)

Vyloučení: 5:4 (využití 0:0)
ČSSR: Miroslav Krása – František Kaberle, Jan Neliba, Miroslav Dvořák, Miloslav Hořava, Milan Chalupa, Radoslav Svoboda, Arnold Kadlec, Stanislav Hajdušek – Jiří Dudáček, Milan Nový, Karel Holý – Miroslav Fryčer, Ivan Hlinka, Lubomír Pěnička – Jiří Lála, Jindřich Kokrment, Jaroslav Pouzar – Vladimír Martinec, Peter Ihnačák, Pavel Richter
SSSR: Vladislav  Treťjak – Sergej Babinov, Vladimir Lutčenko, Alexej Kasatonov, Sergej Starikov, Zinetula Biljaletdinov, Vasilij Pěrvuchin, Valerij Vasiljev, Jurij Vožakov – Boris Michajlov, Valerij Charlamov, Vladimir Krutov – Sergej Makarov, Viktor Žluktov, Nikolaj Drozděckij – Sergej Světlov, Vladimir Golikov, Aleksandr Golikov – Helmuts Balderis, Alexandr Malcev, Jurij Lebeděv.
 Československo –  SSSR 	2:2 (1:0, 1:2, 0:0)
12. září 1980 – Praha

Branky a nahrávky Československa: 6. Miroslav Fryčer (Ivan Hlinka), 35. Miroslav Fryčer (Ivan Hlinka).

Branky a nahrávky SSSR: 35. Valerij Charlamov (Vladimir Krutov), 40. Vladimir Krutov (Vjačeslav Fetisov).

Rozhodčí: Harri Järvi (FIN) – Luděk Exner (TCH), Petr Blümel (TCH)

Vyloučení: 4:4 (využití 0:1) navíc Jaroslav Pouzar na 10 min.
ČSSR: Karel Lang – František Kaberle, František Joun, Miroslav Dvořák, Miloslav Hořava, Milan Chalupa, Radoslav Svoboda, Arnold Kadlec, Stanislav Hajdušek – Jiří Dudáček, Milan Nový, Karel Holý – Miroslav Fryčer, Ivan Hlinka, Lubomír Pěnička – Jiří Lála, Jindřich Kokrment, Jaroslav Pouzar – Vladimír Martinec, Peter Ihnačák, Pavel Richter
SSSR: Vladimir Myškin – Sergej Babinov, Vjačeslav Fetisov, Alexej Kasatonov, Vladimir Lutčenko, Zinetula Biljaletdinov, Vasilij Pěrvuchin, Valerij Vasiljev, Sergej Starikov – Boris Michajlov, Valerij Charlamov, Vladimir Krutov – Sergej Makarov, Viktor Žluktov, Nikolaj Drozděckij – Alexandr Skvorcov, Vladimir Kovin, Aleksandr Golikov – Alexandr Malcev, Vladimir Golikov, Helmuts Balderis.
 Československo –  SSSR 	2:4 (1:0, 1:3, 0:1)
14. září 1980 – Bratislava

Branky a nahrávky Československa: 17. Oldřich Válek (Jindřich Kokrment), 25. Miloslav Hořava.

Branky a nahrávky SSSR: 30. Alexej Kasatonov, 34. Nikolaj Drozděckij, 39. Vladimir Krutov, 51. Nikolaj Drozděckij (Sergej Makarov).

Rozhodčí: Harri Järvi (FIN) – Luděk Exner (TCH), Petr Blümel (TCH)

Vyloučení: 7:6 (využití 0:2)
ČSSR: Jiří Králík – Jan Neliba, František Joun, Miroslav Dvořák, Miloslav Hořava, Milan Chalupa, Radoslav Svoboda, Arnold Kadlec, Stanislav Hajdušek – Miroslav Fryčer, Ivan Hlinka, Lubomír Pěnička – Oldřich Válek, Jindřich Kokrment, Jaroslav Pouzar – Vladimír Martinec, Peter Ihnačák, Pavel Richter – Jiří Dudáček, Milan Nový, Karel Holý
SSSR: Vladislav  Treťjak – Sergej Babinov, Vjačeslav Fetisov, Alexej Kasatonov, Vladimir Lutčenko, Zinetula Biljaletdinov, Vasilij Pěrvuchin, Sergej Starikov, Valerij Vasiljev – Boris Michajlov, Valerij Charlamov, Vladimir Krutov – Sergej Makarov, Viktor Žluktov, Nikolaj Drozděckij – Alexandr Skvorcov, Vladimir Golikov, Aleksandr Golikov – Alexandr Malcev, Jurij Lebeděv, Helmuts Balderis.
 Československo –  NDR	12:1 (7:1, 3:0, 2:0)
8. prosince 1980 – Teplice

Branky Československa: 2. Jiří Lála, 4. Jaroslav Vlk, 9. Ladislav Svozil, 11. Lubomír Pěnička, 13. Dárius Rusnák, 15. Ivan Hlinka, 19. Vladimír Kýhos, 28. Jindřich Kokrment, 32. Lubomír Pěnička, 34. Miroslav Fryčer, 60. Milan Nový, 60. Miloslav Hořava.

Branky NDR: 19. Frank Proske.

Rozhodčí: Alexander Fedotov (URS) – Luděk Exner (TCH), Jan Tatíček (TCH)

Vyloučení: 3:5 (využití 1:0, v oslabení 1:0)
ČSSR: Jaromír Šindel – Milan Chalupa, Miroslav Dvořák, František Joun, Petr Míšek, Arnold Kadlec, Stanislav Hajdušek, Miloslav Hořava, Jan Neliba – Jiří Lála, Jindřich Kokrment, Jaroslav Pouzar – Vladimír Kýhos, Ivan Hlinka, Lubomír Pěnička – Miroslav Fryčer, Ladislav Svozil, Jaroslav Vlk – Vladimír Martinec, Milan Nový, Dárius Rusnák.
NDR: Egon Schmeissel (René Bielke) – Reinhardt Fengler, Klaus Schröder, Dietmar Peters, Joachim Lempio, Dieter Frenzel, Thomas Graul – Wolfgang Unterdörfel, Friedhelm Bögelsack, Gerhard Müller – Jürgen Breitschuh, Roland Peters, Rolf Nitz – Frank Proske, Detlef Radant, Harald Kuhnke.
 Československo –  NDR	17:0 (6:0, 2:0, 9:0)
9. prosince 1980 – Litvínov

Branky Československa:  3. Vladimír Martinec, 6. Vladimír Martinec, 11. Jaroslav Pouzar, 16. Dárius Rusnák, 17. Jaroslav Pouzar, 20. Jindřich Kokrment, 23. Ivan Hlinka, 30. Jindřich Kokrment, 41. Milan Chalupa, 44. Ladislav Svozil, 46. Milan Nový, 47. Miroslav Dvořák, 49. Arnold Kadlec, 54. Jaroslav Pouzar, 55. Stanislav Hajdušek, 56. Dárius Rusnák, 60. Jaroslav Pouzar.

Rozhodčí: Alexander Fedotov (URS) – Zdeněk Bouška (TCH), Jindřich Simandl (TCH)

Vyloučení: 3:5 (využití 4:0, v oslabení 1:0)
ČSSR: Karel Lang – Milan Chalupa, Miroslav Dvořák, František Joun, Petr Míšek, Arnold Kadlec, Stanislav Hajdušek, Miloslav Hořava, Jan Neliba – Vladimír Kýhos, Ivan Hlinka, Lubomír Pěnička – Miroslav Fryčer, Ladislav Svozil, Jaroslav Vlk – Vladimír Martinec, Milan Nový, Dárius Rusnák – Jindřich Kokrment, Jaroslav Pouzar.
NDR: Egon Schmeissel – Reinhardt Fengler, Klaus Schröder, Dietmar Peters, Joachim Lempio, Dieter Frenzel, Thomas Graul – Wolfgang Unterdörfel, Friedhelm Bögelsack, Gerhard Müller – Jürgen Breitschuh, Roland Peters, Andreas Proske – Frank Proske, Detlef Radant, Harald Kuhnke – Rolf Nitz.
 Československo –  Finsko	6:3 (2:0, 2:3, 2:0)
12. prosince 1980 – Oulu

Branky Československa: 14. Miroslav Fryčer, 16. Milan Nový, 27. Lubomír Pěnička, 32. Jiří Lála, 43. Jindřich Kokrment, 58. Jiří Lála.

Branky Finska: 22. Karl Jalonen, 33. Jukka Porvari, 38. Mikko Leinonen.

Rozhodčí: Jurij Karandin (URS) – Alexander Fedosejev (URS), Rais Fasachudtinov (URS)

Vyloučení: 3:3 (využití 1:0)
ČSSR: Karel Lang – Jan Neliba, Miloslav Hořava, Milan Chalupa, Miroslav Dvořák, František Joun, Petr Míšek, Arnold Kadlec, Stanislav Hajdušek – Vladimír Martinec, Milan Nový, Dárius Rusnák – Jiří Lála, Jindřich Kokrment, Lubomír Pěnička – Vladimír Kýhos, Ivan Hlinka, Jaroslav Pouzar – Miroslav Fryčer, Ladislav Svozil, Jaroslav Vlk
Finsko: Ari Hellgren – Reijo Ruotsalainen, Juha Huikari, Hannu Helander, Seppo Suoraniemi, Timo Nummelin, Tapio Levo, Pertti Lehtonen, Raimo Hirvonen – Jorma Sevon, Mikko Leinonen, Markku Kiimalainen – Timo Susi, Pertti Koivulahti, Jukka Porvari – Reijo Leppänen, Hannu Koskinen, Juhani Tamminen – Pekka Arbelius, Karl Jalonen, Ilkka Sinisalo.
 Československo –  Finsko	2:2 (0:0, 2:1, 0:1)
14. prosince 1980 – Helsinky

Branky a nahrávky Československa: 33. Dárius Rusnák, 38. Jiří Lála (Milan Chalupa, Jindřich Kokrment).

Branky a nahrávky Finska: 24. Ilkka Sinisalo (Pekka Arbelius), 42. Reijo Ruotsalainen.

Rozhodčí: Jurij Karandin (URS) – Alexander Fedosejev (URS), Rais Fasachudtinov (URS)

Vyloučení: 3:4 (využití 0:1)
ČSSR: Jaromír Šindel – Jan Neliba, Miloslav Hořava, Milan Chalupa, Miroslav Dvořák, František Joun, Petr Míšek, Arnold Kadlec, Stanislav Hajdušek – Vladimír Martinec, Milan Nový, Rusnák – Jiří Lála, Jindřich Kokrment, Lubomír Pěnička – Vladimír Kýhos, Ivan Hlinka, Jaroslav Pouzar – Miroslav Fryčer, Ladislav Svozil, Jaroslav Vlk
Finsko: Hannu Kamppuri – Reijo Ruotsalainen, Juha Huikari, Hannu Helander, Seppo Suoraniemi, Timo Nummelin, Tapio Levo, Pertti Lehtonen, Raimo Hirvonen – Jorma Sevon, Mikko Leinonen, Markku Kiimalainen – Timo Susi, Pertti Koivulahti, Jukka Porvari – Reijo Leppänen, Hannu Koskinen, Juhani Tamminen – Pekka Arbelius, Karl Jalonen, Ilkka Sinisalo.
 Československo –  Finsko	3:0 (1:0, 0:0, 2:0)
24. března 1981 – Teplice

Branky a nahrávky Československa: 18. Jaroslav Pouzar (Vladimír Martinec), 50. Miroslav Fryčer, 52. Dárius Rusnák (Bohuslav Ebermann).

Rozhodčí: Dag Olsson (SWE) – Zdeněk Bouška (TCH), Jindřich Simandl (TCH)

Vyloučení: 6:6 (využití 0:0) navíc Ivan Hlinka na 10 min.
ČSSR: Karel Lang – Jan Neliba, Miloslav Hořava, Arnold Kadlec, Petr Míšek, Milan Chalupa, Miroslav Dvořák, Ladislav Kolda, Stanislav Hajdušek – Vladimír Martinec, Milan Nový, Jaroslav Pouzar – Miroslav Fryčer, Ivan Hlinka, Pavel Richter – Jiří Lála, Jindřich Kokrment (41. Norbert Král), Lubomír Pěnička (41. Jaroslav Korbela) – František Černík, Dárius Rusnák, Bohuslav Ebermann.
Finsko: Hannu Lassila – Tapio Levo, Timo Nummelin, Juha Jyrkkiö, Seppo Suoraniemi, Pertti Lehtonen, Raimo Hirvonen, Timo Blomqvist, Kari Heikkilä – Arto Javanainen, Veli-Matti Ruisma, Kari Makkonen – Juhani Tamminen, Reijo Leppänen, Koskinen – Håkan Hjerpe, Juha Tuohimaa, Ilkka Sinisalo – Petri Skriko, Heikki Mälkiä, Jari Viitala.
 Československo –  Finsko	2:1 (1:0, 0:0, 1:1)
25. března 1981 – Praha	

Branky a nahrávky Československa: 1. Vladimír Martinec, 56. Miroslav Fryčer.

Branky a nahrávky Finska: 42. Håkan Hjerpe (Juha Tuohimaa).

Rozhodčí: Dag Olsson (SWE) – Luděk Exner (TCH), Jan Tatíček (TCH)

Vyloučení 2:5 (využití 0:0)
ČSSR: Jaromír Šindel – Jan Neliba, Miloslav Hořava, Arnold Kadlec, Petr Míšek, Milan Chalupa, Miroslav Dvořák, Ladislav Kolda, Stanislav Hajdušek – Vladimír Martinec, Milan Nový, Jaroslav Pouzar – Miroslav Fryčer, Ivan Hlinka, Pavel Richter – Jiří Lála, Norbert Král, (41. Jindřich Kokrment), Jaroslav Korbela – František Černík, Dárius Rusnák, Bohuslav Ebermann
Finsko: Hannu Lassila – Tapio Levo, Timo Nummelin, Juha Jyrkkiö, Seppo Suoraniemi, Pertti Lehtonen, Raimo Hirvonen, Timo Blomqvist, Kari Heikkilä – Arto Javanainen, Veli-Matti Ruisma, Kari Makkonen – Juhani Tamminen, Reijo Leppänen, Hannu Koskinen – Håkan Hjerpe, Juha Tuohimaa, Ilkka Sinisalo – Petri Skriko, Heikki Mälkiä, Jari Viitala.
 Československo –  Švédsko 	5:2 (2:1, 2:1, 1:0)
28. března 1981 – Praha	

Branky Československa: 5. Vladimír Martinec, 9. Ivan Hlinka, 23. Milan Chalupa, 38. Jindřich Kokrment, 48. Miroslav Dvořák.

Branky Švédska: 13. Lennart Norberg, 39. Roland Stoltz.

Rozhodčí: Helmut Böhm (GER) – Harry Westreicher (AUT), Laszlo Schell (HUN)

Vyloučení 8:6 (využití 1:1)
ČSSR: Jaromír Šindel – Jan Neliba, Miloslav Hořava, Milan Chalupa, Miroslav Dvořák, Arnold Kadlec, Petr Míšek (41. Stanislav Hajdušek) – Jiří Lála, Jindřich Kokrment, Jaroslav Korbela (41. František Černík) – Miroslav Fryčer, Ivan Hlinka, Pavel Richter – Vladimír Caldr, Milan Nový, Jaroslav Pouzar – Vladimír Martinec, Dárius Rusnák, Bohuslav Ebermann
Švédsko: Välitalo – Stig Östling, Tomas Jonsson, Peter Helander, Göran Lindblom, Mats Waltin, Anders Eldebrink, Tommy Samuelsson, Göran Nilsson – Inge Hammarström, Roland Eriksson, Mats Näslund – Roland Stoltz, Lars Molin, Thomas Steen – Loob, Holmgren, Ulf Isaksson – Lennart Norberg, Patrik Sundström, Öqvist
 Československo –  Švédsko 	3:1 (1:1, 2:0, 0:0)	
30. března 1981 – Praha	

Branky a nahrávky Československa: 12. Jiří Lála (Jindřich Kokrment), 25. Milan Nový (Miloslav Hořava), 26. Arnold Kadlec (Ivan Hlinka).

Branky a nahrávky Švédska: 20. Roland Eriksson (Stig Östling).

Rozhodčí: Helmut Böhm (GER) – Harry Westreicher (AUT), Laszlo Schell (HUN)

Vyloučení: 9:10 (využití 1:1)
ČSSR: Karel Lang – Jan Neliba, Miloslav Hořava, Arnold Kadlec, Petr Míšek, Milan Chalupa, Miroslav Dvořák, Ladislav Kolda, Stanislav Hajdušek – Norbert Král, Milan Nový, Jaroslav Pouzar – Miroslav Fryčer, Ivan Hlinka, Jaroslav Korbela – Jiří Lála, Jindřich Kokrment, Pavel Richter (41. František Černík) – Vladimír Martinec, Dárius Rusnák, Bohuslav Ebermann.
Švédsko: Reino Sundberg – Stig Östling, Tomas Jonsson, Peter Helander, Göran Lindblom, Mats Waltin, Anders Eldebrink – Inge Hammarström, Roland Eriksson, Mats Näslund – Roland Stoltz, Lars Molin, Thomas Steen – Håkan Loob, Leif Holmgren, Ulf Isaksson – Lennart Norberg, Patrik Sundström, Tore Öqvist.
 Československo –  SRN	7:1 (3:0, 2:1, 2:0)
4. dubna 1981 – Selb

Branky Československa: 4. Jaroslav Pouzar, 10. Pavel Richter, 13. Miroslav Fryčer, 23. Jiří Lála, 39. Miroslav Fryčer, 50. Dárius Rusnák, 57. Arnold Kadlec.

Branky SRN: 29. Erich Kühnhackl.

Rozhodčí: Pisoni (ITA)

Vyloučení: 4:9
ČSSR: Jaromír Šindel – Jan Neliba, Miloslav Hořava,  Arnold Kadlec, Petr Míšek, Milan Chalupa, Miroslav Dvořák, Ladislav Kolda, Stanislav Hajdušek – Norbert Král (41. Jaroslav Korbela), Milan Nový, Jaroslav Pouzar – Miroslav Fryčer, Ivan Hlinka (41. Norbert Král), František Černík - Jiří Lála, Jindřich Kokrment, Pavel Richter – Vladimír Martinec, Dárius Rusnák, Bohuslav Ebermann - Vladimír Caldr. 
 Československo –  SRN	3:2 (1:0, 2:1, 0:1)
5. dubna 1981 – Sokolov

Branky a nahrávky Československa: 20. Arnold Kadlec (Jindřich Kokrment), 38. František Černík (Milan Chalupa), 40. Vladimír Martinec (Dárius Rusnák).

Branky a nahrávky SRN: 37. Erich Kühnhackl, 49. Peter Schiller (Ernst Höfner).

Rozhodčí: Laszlo Schell (HUN) – Luděk Exner (TCH), Jan Tatíček (TCH)

Vyloučení: 7:8 (využití 2:1, v oslabení 1:0)
ČSSR: Jaromír Šindel – Jan Neliba, Miloslav Hořava, Arnold Kadlec, Stanislav Hajdušek, Milan Chalupa, Petr Míšek, Ladislav Kolda – Miroslav Fryčer, Ivan Hlinka, Jaroslav Korbela (25. František Černík) – Jiří Lála, Jindřich Kokrment, Pavel Richter – Vladimír Martinec, Dárius Rusnák, Bohuslav Ebermann - Norbert Král, Milan Nový, Jaroslav Pouzar.
Německo: Karl Friesen (41. Matthias Hoppe) – Horst-Peter Kretschmer, Joachim Reil, Peter Gailer, Robert Murray, Peter Scharf, Harold Kreis, Dieter Medicus, Uli Hiemer – Marcus Kuhl, Erich Kühnhackl, Rainer Philipp – Peter Schiller, Ernst Höfner, Holger Meitinger – Manfred Wolf, Ralph Krueger, Vladimir Vacatko – Wolfgang Rosenberg, Ulrich Egen, Jochen Mörz.